# نيبويسا ايليتش
نيبويسا ايليتش (بالصربية: Небојша Илић)‏ هو ممثل صربي، ولد في 25 يونيو 1973 ببلغراد في صربيا.

## وصلات خارجية
- نيبويسا ايليتش على موقع IMDb (الإنجليزية)
- نيبويسا ايليتش على موقع ألو سيني (الفرنسية)
- نيبويسا ايليتش على موقع أول موفي (الإنجليزية)
- نيبويسا ايليتش على موقع قاعدة بيانات الفيلم (الإنجليزية)
- نيبويسا ايليتش على موقع كينوبويسك (الروسية)